# Gmina Rougsø
Gmina Rougsø (duń. Rougsø Kommune) – w latach 1970–2006 (włącznie) jedna z gmin w Danii w ówczesnym okręgu Århus Amt. 
Siedzibą władz gminy było miasto Allingåbro. 
Gmina Rougsø została utworzona 1 kwietnia 1970 na mocy reformy podziału administracyjnego Danii. Po kolejnej reformie administracyjnej w roku 2007 weszła w skład nowej gminy Norddjurs.

## Dane liczbowe
- Liczba ludności: (♀ 4121 + ♂ 3957) = 8078
  - wiek 0-6: 8,1%
  - wiek 7-16: 14,0%
  - wiek 17-66: 63,2%
  - wiek 67+: 14,7%
- zagęszczenie ludności: 36,2 osób/km²
- bezrobocie: 5,7% osób w wieku 17-66 lat
- cudzoziemcy z UE, Skandynawii i USA: 90 na 10 000 osób
- cudzoziemcy z krajów Trzeciego Świata: 129 na 10 000 osób
- liczba szkół podstawowych: 3 (liczba klas: 50)